# The Latino Rockabilly War
The Latino Rockabilly War waren eine britische Punkband. Sie fungierte hauptsächlich als Musikgruppe zur Unterstützung von The-Clash-Sänger Joe Strummer. Gemeinsam mit Strummer nahmen The Latino Rockabilly War eine Platte, Earthquake Weather, bei Epic Records auf. Das Album verkaufte sich trotz positiver Kritiken aber nicht gut, und die Band inklusive Strummer verloren den Vertrag mit Epic. Joe Strummer & The Latino Rockabilly War steuerten fünf Stücke zum Soundtrack für den Film Permanent Record, in welchen der junge Keanu Reeves auftrat, bei: Trash City, Baby The Trans, Nothin’ ’Bout Nothin’, Nefertiti Rock, und das instrumentale Titellied zum Film, Permanent Record.
Zu den Mitgliedern der Gruppe gehörten:
- Zander Schloss: Gitarre
- Lonnie Marshall: Bass
- Willie MacNeil: Schlagzeug
- Jack Irons: Schlagzeug

Die Gruppe tourte mit Strummer auf der Rock Against The Rich Tour im Jahre 1988. Zu der Liste ihrer gespielten Stücke zählten damals Stücke aus der gesamten Karriere Strummers, inklusive Stücken von The 101ers und The Clash, aber auch eine Coverversion von The Pogues’ If I Should Fall From Grace With God.